# Sanctuaire du Sacré-Cœur-de-Jésus d'Asuncion
Pour les articles homonymes, voir sanctuaire du Sacré-Cœur-de-Jésus.
Le sanctuaire du Sacré-Cœur-de-Jésus d’Asuncion est une église située à Asuncion au Paraguay, à laquelle l’Église catholique donne le statut de sanctuaire national. Il est rattaché à l’archidiocèse d’Asuncion, et administré par les Salésiens,.
Le sanctuaire a été église paroissiale jusqu’au 28 décembre 2020,,.